# Michael Davies
Michael Davies (13 de marzo de 1936 - 25 de septiembre de 2004) fue un profesor, escritor británico, católico tradicionalista escribió varios libros sobre la Iglesia católica después del Concilio Vaticano Segundo. 

## Biografía
Creció en Somerset, pero ha dicho estar orgulloso de su ascendencia galesa. Sirvió como soldado en la Somerset Light Infantry durante la emergencia en Malaya, La Crisis de Suez, y la campaña EOKA en Chipre. 
Enseñó en colegios católicos por 30 años hasta que se retiró en 1992 para dedicarse 100% a la escritura. Inicialmente apoyó al Arzobispo francés Marcel Lefebvre, fundador de la Fraternidad Sacerdotal San Pío X, pero fue crítico ante la decisión de consagrar a cuatro obispos en 1988 en contra de los deseos del Papa Juan Pablo II. Davies fue la cabeza de la organización internacional católica tradicionalista Una Voce.
Davies fue crítico de las alegadas apariciones en Medjugorje, las que sostenía que eran falsas. Es el padre del abogado británico y activista del Freedom Party Adrian Davies.

## Obras publicadas

### Libros
- The Liturgical Revolution, vol. I: Cranmer's Godly Order — 372pp, Roman Catholic Books
- The Liturgical Revolution, vol. II: Pope John's Council — 352pp, Angelus Press
- The Liturgical Revolution, vol. III: Pope Paul's New Mass — 700pp, Angelus Press
- The Order of Melchisedech — 255pp, Roman Catholic Books (out of print)
- Apologia Pro Marcel Lefebvre, vol. I — 476pp, Angelus Press[1]
- Apologia Pro Marcel Lefebvre, vol. II — 393pp, Angelus Press[2]
- Apologia Pro Marcel Lefebvre, vol. III — 474pp, Angelus Press[3]
- Partisans of Error (on Modernism) — 109pp, Neumann Press
- Newman Against the Liberals — 400pp, Roman Catholic Books (out of print)
- A Fireside Chat with Malcolm Muggeridge — 92pp, Roman Catholic Books
- The Second Vatican Council and Religious Liberty — 326pp, Neumann Press
- I am with you always (on the Indefectibility of the Church) — 101pp. Neumann Press
- For Altar and Throne - The Rising the Vendée — 100pp, The Remnant Press
- Medjugorje after Fifteen years — 80pp, The Remnant Press
- St John Fisher — 140pp, Neumann Press
- The Wisdom of Adrian Fortescue (edited by Michael Davies) — 421pp, Roman Catholic Books
- Liturgical Time Bombs in Vatican II—The Destruction of Catholic Faith Through Changes in Catholic Worship — 99pp, TAN Books

### Folletos/Ensayos
- The Tridentine Mass — 68pp, Angelus Press
- The Roman Rite Destroyed (the ecumenical dimension of the New Mass) — 48pp, Angelus Press
- The New Mass — 40pp, Angelus Press
- A Privilege of the Ordained (on Communion the hand) — 38pp, Neumann Press
- Communion under Both Kinds — 48pp, Neumann Press
- The Goldfish Bowl: The Church Since Vatican II — 40pp, Neumann Press
- St. Athanasius — 84pp, Angelus Press
- Legal Status of the Tridentine Mass — 50pp, Angelus Press
- The Barbarians have Taken Over (Vandalism in the sanctuary) — 60pp, Angelus Press
- Mass Facing the People — 42pp, Neumann Press
- The Liturqical Revolution — 42pp, Angelus Press
- An Open Lesson for a Bishop (A lesson on the liturgy for Bishop Lindsay) — 34pp, TAN Books
- The Eternal Sacrifice — 56pp, Neumann Press
- The Reign of Christ the King — 36pp, TAN Books
- Liturgical Shipwreck — 42pp, TAN Books
- The Catholic Sanctuary & Vatican II — 44pp, TAN Books
- A Short History of the Roman Mass — 53pp, TAN Books
- Archbishop Lefebvre, The Truth — Augustine
- Archbishop Lefebvre and Religious Liberty — Angelus Press
- Communion under both kinds: An Ecumenical Surrender — 21pp, TAN Books